# Марокканско-сирийские отношения
Марокканско-сирийские отношения — двусторонние дипломатические отношения между Марокко и Сирией.

## История
Страны имеют общую историю: они были колонизированы Римской империей, а затем попали под арабские завоевания, в результате которых Марокко и Сирия стали мусульманскими государствами. Однако, Марокко стало независимым арабо-берберским королевством, в то время как Сирия была частью Османской империи, но затем обе страны были оккупированы Францией.
Сирия обрела независимость от Франции в 1946 году, а Марокко в 1956 году, после чего страны установили дипломатические отношения. Однако, позднее Сирия столкнулась с политическими беспорядками внутри страны, поскольку волна панарабизма и антиизраильских настроений среди населения росла. В 1963 году произошёл Алжиро-марокканский пограничный конфликт, где на сторону Марокко встали страны Западного мира, а Объединённая Арабская Республика поддержала Алжир. С тех пор Сирия испытывала недоверие к Марокко из-за тесных связей этой страны с Западом, особенно с США и Израилем, так что эти страны имели ограниченное сотрудничество. В 1965 году король Марокко Хасан II тайно пригласил агентов Моссада и Шабака на встречу лидеров Лиги арабских государств в Касабланке, что сыграло важную роль в ходе боевых действий Шестидневной войны и поражения сирийцев, что ещё сильнее обострило отношения с Марокко. В 1966 году в Сирии произошёл государственный переворот, а Марокко удалось подавить беспорядки и сохранить у власти правящую династию. Смена власти в Сирии стала ещё одной причиной возникновения напряжённости в отношениях с Марокко. В 1973 году отношения немного улучшились, когда Марокко послало войска на помощь своим арабским союзникам во время Войны Судного дня, однако потепление продлилось недолго.
Несмотря на вклад Марокко во время Войны Судного дня в 1973 году, Сирия продолжала поддерживать повстанцев Полисарио во время Войны в Западной Сахаре, что ещё больше разозлило Рабат. В 2013 году президент Сирии Башар Асад признал факт оказания Сирией помощи повстанцам Полисарио, сражающимся с Марокканскими королевскими вооружёнными силами. Ранее, президент Сирии Хафез Асад принимал решений о разрыве отношений с Марокко после того, как Хасан II провёл секретную встречу с премьер-министром Израиля Шимоном Пересом.
В 2011 году в Сирии началась гражданская война, что в очередной раз обострило отношения, и Марокко поддержало сирийскую оппозицию против Башара Асада, а также организовало проведение встреч антиасадовких сил в 2012 и 2013 годах. Хотя Марокко пыталось дистанцироваться от конфликта и даже одобрило политическое решение вместо военной интервенции, сирийские власти обвиняют эту страну в финансировании и оказании помощи Свободной сирийской армии. В 2012 году Марокко объявило сирийского посла персоной нон-грата в знак протеста против правления Башара Асада.
Хотя Марокко поддерживает сирийских беженцев, но в то же время пойманные сирийцы между алжиро-марокканской границей вызывают обеспокоенность у марокканских властей. В 2019 году из-за того, что Башару Асаду удалось переломить ход конфликта на свою сторону, Марокко заявило о согласии с возвращением Сирии в Лигу арабских государств, но напряжённость в отношениях между странами, сложившаяся в результате исторического недоверия, по-прежнему играет роль в сдерживании их развития.